# Cevahir Sky City
Le complexe Cevahir Sky City est un ensemble immobilier comprenant 4 gratte-ciel de 130 m de hauteur  construit à Skopje en Macédoine du Nord. 
Les gratte-ciel du complexe ("Cevahir Towers") abritent des logements sur 40 étages et ont été achevés en 2019 .
Ce sont les plus hauts immeubles de Skopje et en 2023 les seuls gratte-ciel de la ville.